# Otis Fellows
Otis Edward Fellows est un professeur de littérature américain, né le 16 novembre 1908 à Hanover (Connecticut) (en) et mort le 15 mai 1993 à Portland (Oregon). Spécialiste de la littérature du XVIIIe siècle et de Diderot en particulier, il a enseigné pendant 40 ans à l'Université Columbia.

## Biographie
Fellows a suivi ses études à New York et obtient un doctorat en philologie romane (Romance languages) en 1936 à l'Université Brown.
Il commence à enseigner à l'université de Columbia en 1939 et atteint le statut de professeur en 1958.
In 1943, il est officier au Bureau de l'information de guerre et sera envoyé pour différentes missions à Londres, puis en France, par l'armée américaine.
À Paris en 1944 et 1945, il enseigne à la Sorbonne et, par l'intermédiaire de l'ambassade américaine, rencontre, entre autres personnalités, Jean-Paul Sartre et Jules Romains et se lie à Paul Éluard et André Frénaud.
De 1970 à 1977 il est titulaire d'une endowed chair, l'Avalon Foundation Professorship.
Les travaux de Fellows sur Denis Diderot font autorité. Il fonda les Diderot studies en 1949 et en resta le directeur durant de nombreuses années. Il publia une biographie de Diderot en 1977.
Il s'intéresse également en particulier à Voltaire et à Buffon et édite, avec Norman L. Torrey, une anthologie de référence de la littérature française du XVIIIe siècle, The Age of Enlightenment.
En 1953, il édita une collection d'enquêtes policières de Georges Simenon.
Otis Fellows était membre de la Royal Society of Arts et lauréat de la bourse Guggenheim en 1959. Il fut honoré de la Médaille de Chevalier dans l'Ordre des Palmes Académiques par le gouvernement français en 1959 pour son activité en tant qu'officier de l'American intelligence durant la seconde guerre mondiale et sa carrière académique.
Otis Fellows était marié à Frances Elaine ; le couple avait une fille Lisa Fellows Andrus.

## Publications
Sauf mention contraires, ces publications sont rédigées en anglais.
- (fr) Présence de Molière dans Diderot : Tartuffe intexte dans Jacques le Fataliste, Diderot studies, 1981, n° 20, p. 99-107.
- From Voltaire to "La Nouvelle Critique": Problems and Personalities, Droz, 1970  (ISBN 2600035044).
- Metaphysics and the Bijoux indiscrets: Diderot’s Debt to Prior, Éd. Theodore Besterman, Studies on Voltaire and the Eighteenth Century. Transactions of the Second International Congress on the Enlightenment, Genève, Droz, 1967, p. 509-540.
- The periodical press in liberated Paris: a survey and checklist, Syracuse university press, 1946.
- avec Stephen Milliken, Buffon, New York, Twayne Publishers, 1972.
- Buffon and Rousseau : aspects of a relationship, New York, Modern language association of America, 1960, 196 p.
- Voltaire in liberated France, Romanic review, April 1946. (BNF 32099100).
- Voltaire and Buffon : clash and conciliation, Symposium (vol. 9), 1955, n° 2 (BNF 32099099).
- Maupassant's apparition : a source and a creative process, Romanic review, February 1942 (BNF 32099096).
- French opinion of Molière : 1800-1850, Providence, Brown University, 1937, 141 p., (BNF 32099097).
- Un critique littéraire de la nouvelle vague : Jean-Paul Weber, Saggi e ricerche di letteratura francese, 1965 (vol. 5), p. 213-236, (BNF 41645496)
- Problems and personalities, Genève, Droz, 1970, 208 p. Recueil de textes d'Otis Fellows, en anglais et en français, (BNF 35435422).
- Jean-Paul Weber, Stendhal, les structures thématiques de l'œuvre et du destin, préface d'Otis Fellows, Paris, Société d'édition d'enseignement supérieur, 1969, 667 p., (BNF 35222721).
- Madeleine Legrand, Attendre, précédé d'un poème d'Otis Fellows, Paris, Stock, 1945, 36 p., (BNF 36038580).

## Textes édités
- Tournants dangereux, recueil de nouvelles de G. Simenon, préface et notes de Otis Fellows, ill. de Hans Alexander Mueller, New York, Appleton-Century-Crofts, 1953, 208, XVI pages, 21 x 14 cm. Contient l'édition originale en volume de Nicolas, publié dans La Revue de Paris en 1945.